# No Sleeep
No Sleeep è un singolo della cantautrice statunitense Janet Jackson, pubblicato il 22 giugno 2015 come primo estratto dal suo undicesimo album in studio, Unbreakable su etichetta Rhythm Nation Records. La versione album della canzone, che fu anche la più diffusa dalle radio e la versione scelta per il videoclip, presenta versi aggiuntivi del rapper statunitense J. Cole.
Il singolo ha raggiunto la posizione numero 1 della classifica Adult R&B Songs di Billboard, rimanendovi per un record di 6 settimane consecutive, debuttando anche al numero 67 sulla Billboard Hot 100, segnando il 40° ingresso della cantante in questa classifica. Ha anche debuttato al numero 18 nella classifica Hot R&B/Hip-Hop Songs. La versione album con J. Cole le ha permesso di rientrare nella Hot 100 al numero 63.

## Descrizione
La canzone è stata co-scritta e co-prodotta da Janet Jackson e dai suoi collaboratori di lunga data, Jimmy Jam e Terry Lewis, e fu il primo singolo ad essere pubblicato con l'etichetta indipendente creata dalla Jackson, la Rhythm Nation Records. Il singolo fu il primo estratto dall'album Unbrakable e venne reso disponibile come singolo in formato digitale e in vinile, quest'ultima versione venduta sul sito ufficiale della Jackson. Liricamente, la canzone parla di una donna desiderosa di riunirsi con il suo amante, anticipando che, quando lo farà, la coppia non riuscirà a dormire. La versione album, e la più diffusa della canzone, presenta versi aggiuntivi del rapper americano J. Cole.
Il co-produttore James Harris II, spiegò così perché la canzone venne scelta come primo singolo:
Al momento dell'annuncio dell'uscita di un nuovo singolo della cantante sulle pagine ufficiali di Janet Jackson e di Jimmy Jam, il titolo della canzone venne anche reso graficamente come No Sl333p o con l'hashtag "#NoSL333P".

## Il videoclip
Il videoclip della canzone, con la presenza di J. Cole,  fu presentato in anteprima il 24 luglio 2015 e venne diretto da Dave Meyers, che aveva già diretto per la cantante i video di All for You, Just a Little While e I Want You. Nel video si vede la Jackson mentre canta sensualmente all'interno di un appartamento in una villetta a tarda notte mentre fuori c'è un temporale. Per il look della cantante e per la sua ambientazione, il video venne confrontato ad un precedente video della Jackson realizzato per la canzone That’s The Way Love Goes del 1993.

## Tracce

### 7" (Stati Uniti)[11]
Testi e musiche di Janet Jackson, James Harris III, Terry Lewis.
1. No Sleeep – 3:26
2. No Sleeep (Instrumental) – 3:26

### Singolo promo (Stati Uniti)[12]
Testi e musiche di Janet Jackson, James Harris III, Terry Lewis, J. Cole.
1. No Sleeep (AFSHeeN Remix) (feat. J. Cole) – 2:59
2. No Sleeep (AFSHeeN Remix) – 2:59

### Singolo (Stati Uniti)[13]
1. No Sleeep – 3:26 (Janet Jackson, James Harris III, Terry Lewis)

### Singolo (Germania)[14]
1. No Sleeep (feat. J. Cole) – 4:20 (Janet Jackson, James Harris III, Terry Lewis, J. Cole)

## Classifiche
| Classifiche (2015) | Posizione massima |
| ------------------ | ----------------- |
| Francia            | 106               |
| Stati Uniti        | 63                |